# Ortwin Runde

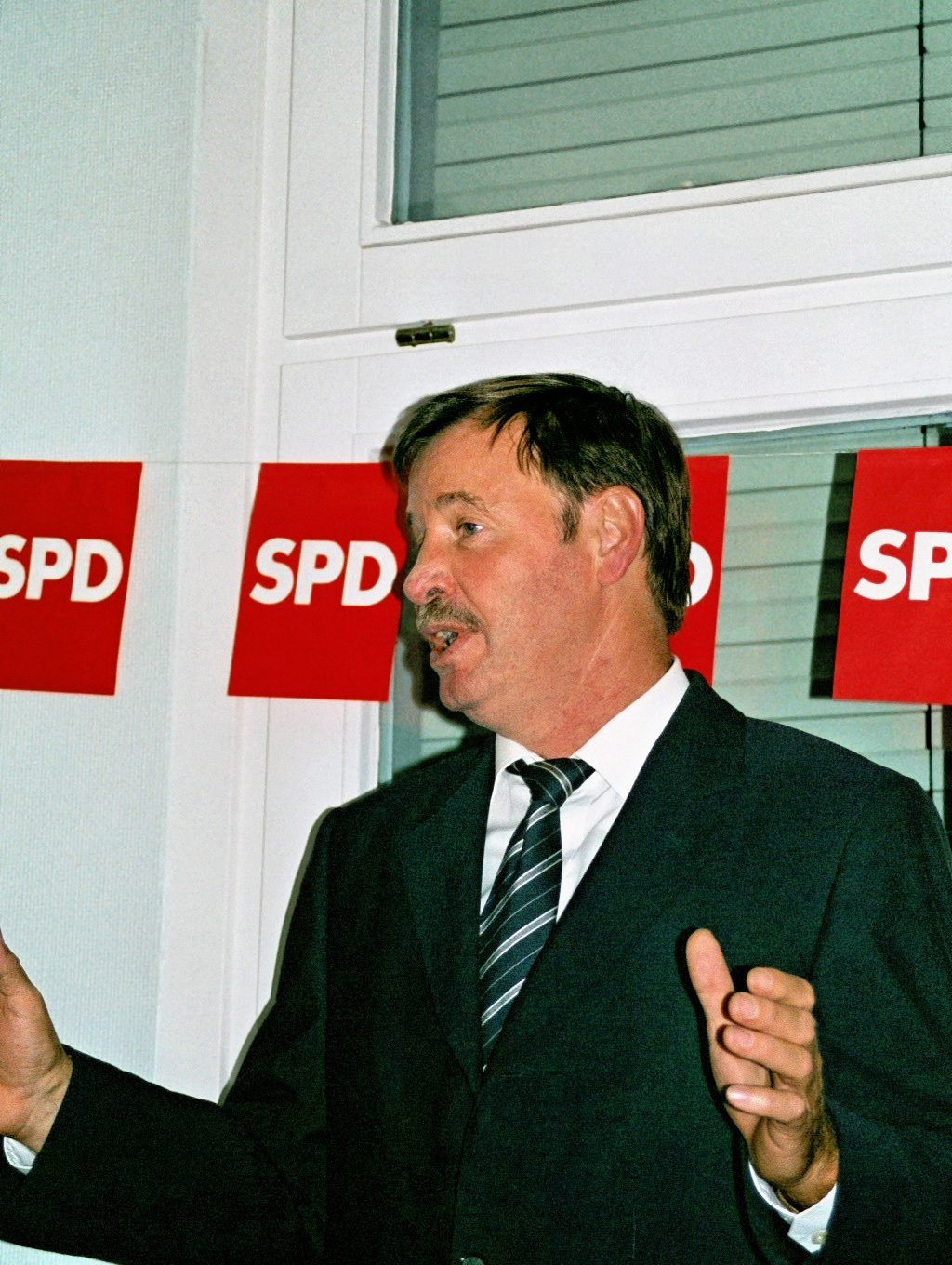
Ortwin Runde (2002)

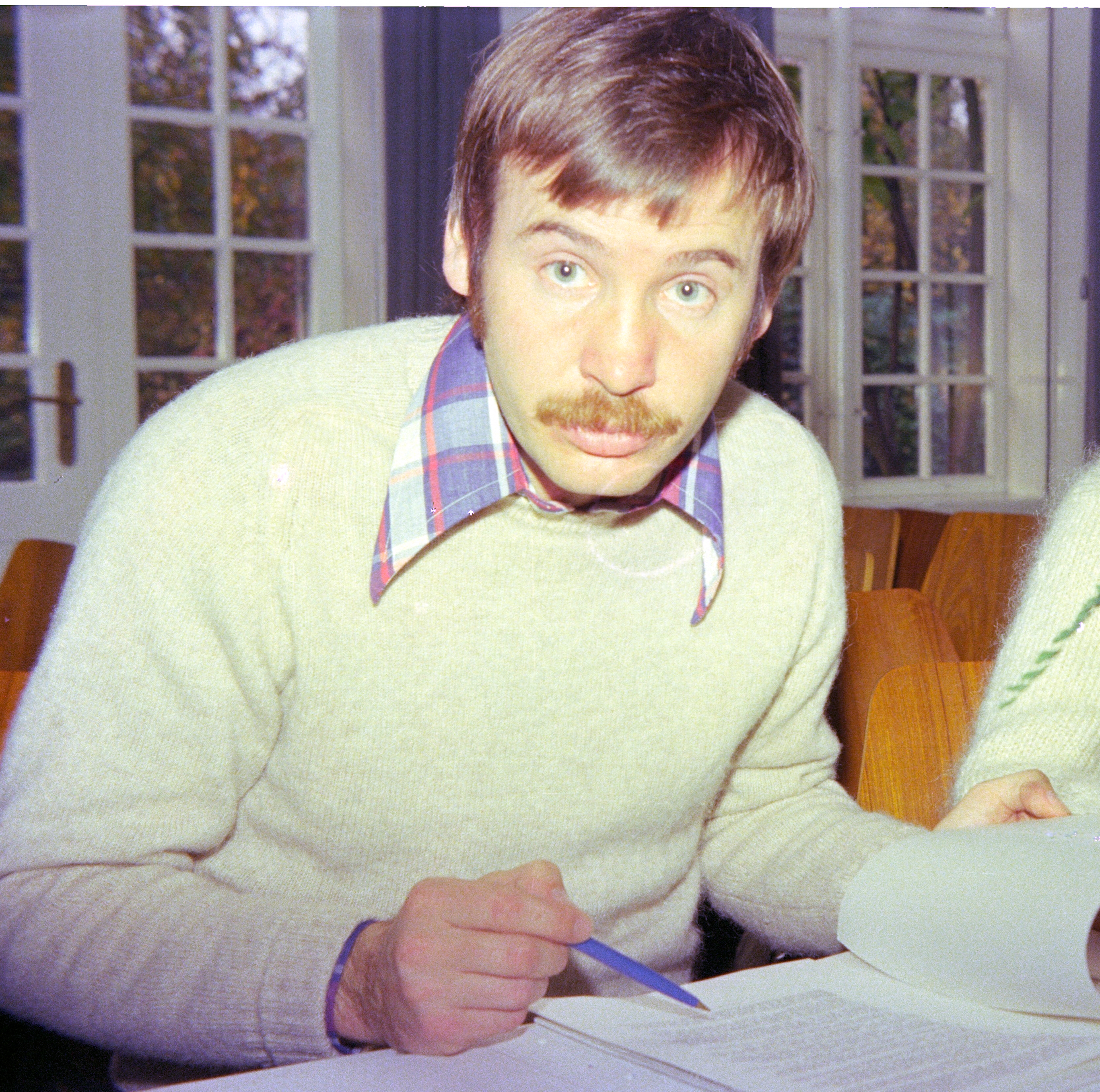
Ortwin Runde (um 1971)

Ortwin Runde (* 12. Februar 1944 in Elbing/Danzig-Westpreußen) ist ein deutscher Politiker (SPD).
Er war von 1988 bis 1993 Senator für Arbeit, Gesundheit und Soziales, von 1993 bis 1997 Finanzsenator und von 1997 bis 2001 Erster Bürgermeister der Freien und Hansestadt Hamburg. Von 2002 bis 2009 war Runde Abgeordneter des Deutschen Bundestages.

## Leben und Beruf
Geboren als achtes von neun Kindern – sein Vater war Verwaltungsangestellter – besuchte er von 1951 bis 1955 die Volksschule in Ludwigsdorf (Görlitz). 1955 siedelte die Familie nach Aurich über, wo Runde das Gymnasium besuchte. Nach dem Abitur 1964 studierte Runde Soziologie und Volkswirtschaftslehre in Münster, London und Hamburg und schloss das Studium 1969 in Hamburg als Diplom-Soziologe ab.
1970 trat er in den öffentlichen Dienst der Stadt Hamburg ein; seit 1978 war er Leiter des Amtes für Heime und ab 1981 Leiter des Amtes für Soziales und Rehabilitation.

## Partei
Runde ist seit 1968 Mitglied der SPD. Von 1969 bis 1971 war er Mitglied im Landesvorstand der Jusos in Hamburg und deren Vertreter im Landesvorstand der SPD Hamburg.
Von 1976 bis 1988 gehörte er dem SPD-Landesvorstand in Hamburg an. Dort war er von 1978 bis 1983 stellvertretender Landesvorsitzender und von 1983 bis 1988 Landesvorsitzender der SPD Hamburg.

## Abgeordneter
Von 1974 bis zur Mandatsniederlegung am 31. Dezember 1980 und von 1991 bis 2001 war Runde Mitglied der Hamburgischen Bürgerschaft. Dabei ruhte sein Mandat von 1991 bis 2001 wegen der Zugehörigkeit zum Senat. Im Juni 1977 gehörte er gemeinsam mit Wulf Damkowski, Jan Ehlers, Bodo Fischer, Harro Frank, Hans-Jürgen Grambow, Helga von Hoffmann, Frauke Martin, Lothar Reinhard und Bodo Schümann zu einer Gruppe von zehn SPD-Bürgerschaftsabgeordneten, die im Zusammenhang mit dem Parteiausschluss des Juso-Vorsitzenden Klaus Uwe Benneter in einem Brief an den Parteivorsitzenden Willy Brandt verlangten, dass dieser Parteiordnungsverfahren gegen 56 Hamburger SPD-Mitglieder, die sich Benneter solidarisiert hatten, verhindere.
Von 2002 bis 2009 war er Mitglied des Deutschen Bundestages. Hier gehörte er dem Vorstand der SPD-Bundestagsfraktion an. Von 2002 bis 2005 war er Sprecher der Landesgruppe Hamburg und ab Januar 2006 stellvertretender Sprecher der Arbeitsgruppe „Kommunalpolitik“ der SPD-Bundestagsfraktion.
Ortwin Runde ist stets als direkt gewählter Abgeordneter des Wahlkreises Hamburg-Wandsbek in den Bundestag eingezogen. Zuletzt bei der Bundestagswahl 2005 erreichte er 49,6 % der Erststimmen. Zur Bundestagswahl 2009 trat er nicht erneut an, und für Wandsbek zog Aydan Özoğuz (SPD) in den Bundestag.

## Öffentliche Ämter
Am 8. Juni 1988 wurde er im Senat von Henning Voscherau Senator für Arbeit, Gesundheit und Soziales. Nach der Bürgerschaftswahl 1993 wurde er am 15. Dezember 1993 zum Finanzsenator gewählt.
Nach dem Rücktritt von Henning Voscherau aufgrund des schlechten Abschneidens der SPD bei der Bürgerschaftswahl 1997 wurde Runde am 12. November 1997 zum Ersten Bürgermeister und Präsident des Senats der Freien und Hansestadt Hamburg gewählt.
Runde wurde am 4. Mai 2001 zum Spitzenkandidaten für die Bürgerschaftswahl aufgestellt. Bei der Bürgerschaftswahl 2001 wurde die SPD zwar mit 36,5 % der Stimmen klar stärkste Fraktion vor der CDU mit 26,2 % der Stimmen, doch erlitt die GAL deutliche Verluste (minus 5,3 Prozentpunkte), womit die Koalition eine erneute Mehrheit verfehlte. Stattdessen bildete Ole von Beust (CDU) eine Koalition aus CDU, Partei Rechtsstaatlicher Offensive und FDP. Runde schied daher am 31. Oktober 2001 aus dem Amt und verzichtete auch auf die  Ausübung seines Bürgerschaftsmandats.

## Sonstiges
Anfang Mai 1991 drang eine mit einer Gaspistole sowie einem Messer bewaffnete Altenpflegerin in Rundes Büro ein und hielt den damaligen Hamburger Sozialsenator rund drei Stunden lang als Geisel, ehe sie sich durch ein Telefonat mit der taz-Journalistin Kaija Kutter dazu bewegen ließ, die Waffen „wegzulegen“ und vom MEK unbewaffnet „überwältigt“ wurde.

## Privates
Runde ist verheiratet und hat zwei Söhne. 2015 erlitt er einen Schlaganfall, erhielt Bewegungs- und Sprachtraining und nutzt seither einen Gehstock.

## Senate
- Senat Voscherau I – Senat Voscherau II – Senat Voscherau III – Senat Runde